# Fella El Djazairia
Fella El Djazairia (tiếng ả rập: فلة الجزائرية) (sinh ngày 23 tháng 4 năm 1961) còn được gọi là Fella hoặc Fulla  (tiếng ả rập:فلة) từ tên thật của cô Fella Ababsa là một ca sĩ, nghệ sĩ dương cầm và nghệ sĩ biểu diễn
Algérie Cô cũng đã sử dụng tên sân khấu Fella Soltana.

## Tiểu sử
Fella Ababsa sinh ra ở ngoại ô Plaine Saint Denis của Paris, sau chuyển đến Algérie cùng với gia đình vài năm sau đó. Cô xuất thân từ một gia đình nghệ thuật Algérie nổi tiếng. Cha cô Abdelhamid Ababsa là một nhà thơ, nhạc sĩ và ca sĩ. Anh trai cô Najeeb là một ca sĩ nổi tiếng và cũng như em gái cô Naima.
Từ khi còn rất trẻ cô đã được bao quanh bởi âm nhạc người Andalousia và Algérie, và học piano và Oud cũng như các nhạc cụ khác. Lúc 15 tuổi, cô tham gia các nhóm nhạc ở thủ đô, sau đó 20 tuổi, cô đã thực hiện một loạt chương trình ở Luân Đôn, nơi cô đã xây dựng công khai
và ở lại trong nhiều năm và hoàn thiện kiến thức về âm nhạc phương Đông. Cô cũng đã biểu diễn tại Hoa Kỳ vào đầu những năm 1990. 
Mặc dù cô ấy là người Algérie, cô thường hát bằng tiếng Ai Cập-Ả Rập, cô ấy không nổi tiếng ở Maghreb, sau đó cô đến Ai Cập và Trung Đông và đã thành công. Tuy nhiên những bài hát đầu tiên của Ababsa được hát bằng tiếng Algérie-Ả Rập, đôi khi cô cũng hát bằng tiếng Anh, như trong 'Rani Jay'. Có lẽ điểm đáng chú ý nhất về cô là cô không bao giờ hát bằng tiếng Pháp, được sử dụng rộng rãi bởi các ca sĩ Bắc Phi. 
Với đĩa đơn đầu tiên Lama ra Eato, Enta Habibi (You are my honey), xếp hạng thứ 5 Pepsi Top Ten trên bảng xếp hạng Rotana charts Fulla, phát bểu tại cuộc họp báo  tổ chức ở Dubai, cô nói rằng ca sĩ Syria Asalah và chồng cô Tareq EL Aryan đã giúp cô vào Ai Cập. Fulla được ký hợp đồng với Rotana là công ty thu âm lớn nhất ở Trung Đông. 

## Danh sách bài hát thu âm
- Fiq Ya Aachek Ezzin (1992)

Fiq Ya Aachek Ezzin • Tahmouni Bik • El Walf • Ya Qualbi • Ya Sbai Gholbi • Manahki Manachki
- Singin' Raï (1993)

Rani Jay • Ya Rayt • Lawah • Ghazali • El Wahdaniya • Mazal • Singin' Raï
- Oriental Magic (1998)

Anta Eli Khtart • Sinene Essamt • Mnawar Hayena • Ya Layali El Farah • Bi Anwar El Farah
- Sidi Khaled (2000)

Sidi Khaled • Galou Ma Galou • Hay Hannani • Zein El Moustach • Rayeh Jay • Nassi Rahala
- Ki Lyoum (2000)

Sebaa • Balek Machghoul • Ya Tayeb El Galb • Netsamah • Chahel Layen • Ajini • Mesbah Eddawi • Kloub El Hassad • Testahel Ya Qualbi • El Maaquara • Ki Lyoum
- Tashakurat (2001)

Mahlan Alay • Tashakurat • Hilmak • Kan Yamakan • Men Ana • Shaka Baka • Dakhlak Ya Lail • Abkaitani
- Cocktail Tunisien (2003)

Bakhnoug • Ya Khalila • Ya Mou Lawin Ezerga • Wi Baan Khoulkhal Aicha • Ya Lalalli • Lal Galla • Achiri Lawa • Fi Gallala Nachbah Zouz Bnaat • Morjana • Addala • Rakba El Khayal • Ya Bent Blad • Mahanni Ezzine • Mahlaha • Ya Lalla • Sarrek Mathl Ou • Aalach Ma Nahwa Kan Enta
- Sahrat Tarab (2006)

Aally Jara • Lula El Malamah • Ana Ben Tetharek • Nasem Aalena El Hawa • Mestaneyak • Fe Yom Wa Laila
- Badr 14 (2004 or 2006)

Bostan Al Fol • Ma Sedi Ella Allah • Hakalko Eeh • Saher • Habebi Al Ghali • Badr 14 • Matha Dahak • Aafwan 'Aam Bghanni • Ma Beser • Nadmah
- Ahl El Maghna (2006)

Wala Hatta Sanya • Ahel El Maghna • Youboua El Hawa • Aala Alla Min Tewalaa • Wiledi El Ghali • Enkalish Omri • Hmelni Elak • Omri 'Aam Bedea • Kelma Wel Salam
- Lama Raayto (2007)

Kaheel El Ain • Leh Kidah • Enta Habibi • Shamaly Wali • Takhayal • Kan Zaman • Lama Raayto
- Ya Mesafer Lel Jefa (2009)

Kil Hal Bếp • Mashi Mashi • Ya Maolana • Shil Jadeed • Yamasafir Liljafa • Lên Hobbi • Thu Búp Bê Allah Trường • Ana Người Đàn Ông Sadag Ahebbo • Ya Teebi • Yezeed El Shog • Phỏng vấn Thay